# توني فيغا (فارس)
توني فيغا (بالإنجليزية: Tony Vega)‏ هو فارس أمريكي، ولد في 21 أبريل 1961، وتوفي في 11 نوفمبر 2013.